# Setobaudinia doongana
Setobaudinia doongana är en snäckart som beskrevs av Alan Solem 1985. Setobaudinia doongana ingår i släktet Setobaudinia och familjen Camaenidae. Inga underarter finns listade i Catalogue of Life.